# De TV-Makers
De TV-Makers is een Vlaams productiehuis uit Zaventem, onder meer verantwoordelijk voor de televisieprogramma's Vroeger of later?, De generatieshow en Pop up live.
In 2010 veranderde Telesaurus, een dochteronderneming van The Entertainment Group, zijn naam in De TV-Makers. In 2015 nam het bedrijf ook de handelsactiviteiten van LIVE Entertainment over, het boekingskantoor van onder andere Stan Van Samang en Garry Hagger en organisator van Marktrock Leuven.

## Programma's
- De generatieshow (Eén, 2010)
- De boer op (Ketnet, 2010)
- Vlaanderen Muziekland (Eén, 2010-2014)
- De weg naar het avondland (Canvas, 2011)
- Vroeger of later? (Eén, 2012-2014)
- Pop up live (Eén, 2015)